# Pascal Ritzheim
Pascal Ritzheim (* 1975) ist ein ehemaliger deutscher American-Football-Spieler.

## Laufbahn
Ritzheim, dessen Vetter Leonard Greene ebenfalls in der Bundesliga sowie in der Nationalmannschaft American Football spielte, wurde 1997 gemeinsam mit Marco Knorr und Patrick Gerigk der erste deutsche Nationalspieler der Kiel Baltic Hurricanes. Er spielte vorerst bis 1998 für Kiel.
1999 wurde er mit den Braunschweig Lions sowohl deutscher Meister als auch Eurobowlsieger. Zur Saison 2000 wechselte Ritzheim zu den Cologne Crocodiles und erreichte mit den Kölnern das Endspiel um die deutsche Meisterschaft, welches man gegen seinen ehemaligen Verein aus Braunschweig gewann und Meister wurde. 2001 errang Ritzheim mit der deutschen Nationalmannschaft den Europameistertitel. 2000 war er mit Deutschland EM-Zweiter geworden.
Von 2007 bis 2009 spielte der Verteidiger wieder für Kiel und wurde mit der Mannschaft 2008 und 2009 deutscher Vizemeister.